# 132874 Latinovits
132874 Latinovits este o planetă minoră (asteroid) din Mars-crossing asteroid⁠(d). A fost descoperită pe 9 septembrie 2002 la Piszkéstetői Obszervatórium⁠(d) de Krisztián Sárneczky⁠(d). 
Obiectul prezintă o orbită caracterizată de o semiaxă mare de 1,8751942272089 UAi, o excentricitate de 0,12, o înclinație de 21,9 ° în raport cu ecliptica.